# 지그문트 2세 아우구스트
지그문트 2세 아우구스트(폴란드어: Zygmunt II August, 리투아니아어: Žygimantas III Ausgutas I 지기만타스 3세 아우구스타스, 1520년 8월 1일 ~ 1572년 7월 7일)는 폴란드 야기에우워 왕조 최후의 국왕(1548~1572)이다. 리보니아와 리투아니아 대공국을 폴란드에 합쳐 굉장히 확대한 왕국을 창조하였기로 유명하다.
지그문트 1세와 보나 스포르차의 외동아들로 크라쿠프에서 태어났다. 1529년부터 1년에 걸쳐서 부왕과 함께 합동 통치자로 선출되었고, 1548년 4월 부왕 사망 후 왕위에 올랐다.
첫 왕비 오스트리아의 옐리자베타가 사망한 후 1547년 리투아니아 부호 가문의 딸 바르바라 라지비우워(Barbara Radziwiłł)와 비밀적으로 재혼하였다. 1548년 자신의 결혼을 선언한 지그문트에게 폴란드 국회의 하원이 라지비우워가의 영향을 두려워한 이유로 혼인의 무효 선언을 시키려 하였다. 그는 국회의 반대자로 나갔으나, 바르바라마저 사망하였다. 1553년 엘리자베타의 동생 오스트리아의 카테리나와 재혼하였으나, 3차례의 결혼에 걸쳐 자식이 없던 이유로 야기에우워 왕조가 막을 내렸다.
1559년 튜튼 기사단의 한파였던 리보니아 기사단이 모스크바 군대들의 공격을 받아 자신을 보호하는 데 가장 약해지자, 지그문트의 이전에 마련한 보호를 지속하였다. 리보니아가 모스크바 군에 의하여 위협을 받자, 리보니아 기사단과 지그문트는 1561년 빌노 조약을 체결하여, 드비나 강 북부의 리보니아 땅들은 리투아니아에 합병되었고, 강 남부의 쿠를리아는 속공국과 폴란드의 영지가 되었다.
리보니아 분쟁을 둘러싼 이반 4세와 전쟁은 지그문트에게 모든 땅들을 폴란드 왕국에 합쳐 헌법적으로 그의 왕좌를 단단히 하는 데 응하였다. 1564년 폴란드와 리투아니아의 상류 사회의 후원으로 지그문트는 헌법적으로 두 나라를 연합적이 아닌 상태로 두었다. 1569년 키에프, 포들라시에, 볼히니아 주들을 폴란드 왕국에 합병하여, 그 대표들을 국회에 앉혔다. 더 커진 국회는 루블린 연맹을 제정하여 폴란드와 리투아니아를 각자의 속국으로 연합하였다. 1572년 7월 7일 크니쉰(Knyszyn)에서 사망하였다.

## 같이 보기
- 폴란드의 군주 목록